# Lijst van voetbalinterlands Hongarije - Roemenië
Deze lijst van voetbalinterlands is een overzicht van alle officiële voetbalwedstrijden tussen de nationale teams van Hongarije en Roemenië. De landen hebben tot op heden 23 keer tegen elkaar gespeeld. De eerste ontmoeting was een vriendschappelijke wedstrijd en werd gespeeld in Boekarest op 4 oktober 1936. Het laatste duel, een kwalificatiewedstrijd voor het Europees kampioenschap voetbal 2016, vond plaats in de Hongaarse hoofdstad op 4 september 2015.

## Wedstrijden
| №  | Plaats    | Datum             | Competitie           | Wedstrijd            | Uitslag |
| -- | --------- | ----------------- | -------------------- | -------------------- | ------- |
| 1  | Boekarest | 4 oktober 1936    | Vriendschappelijk    | Roemenië − Hongarije | 1 − 2   |
| 2  | Boekarest | 22 oktober 1939   | Vriendschappelijk    | Hongarije − Roemenië | 1 − 1   |
| 3  | Boedapest | 19 mei 1940       | Vriendschappelijk    | Hongarije − Roemenië | 2 − 0   |
| 4  | Boedapest | 30 september 1945 | Vriendschappelijk    | Hongarije − Roemenië | 7 − 2   |
| 5  | Boekarest | 12 oktober 1947   | Vriendschappelijk    | Roemenië − Hongarije | 0 − 3   |
| 6  | Boedapest | 6 juni 1948       | Vriendschappelijk    | Hongarije − Roemenië | 9 − 0   |
| 7  | Boekarest | 24 oktober 1948   | Vriendschappelijk    | Roemenië − Hongarije | 1 − 5   |
| 8  | Boedapest | 19 september 1954 | Vriendschappelijk    | Hongarije − Roemenië | 5 − 1   |
| 9  | Boekarest | 26 oktober 1958   | Vriendschappelijk    | Roemenië − Hongarije | 1 − 2   |
| 10 | Boedapest | 29 april 1972     | EK 1972 kwalificatie | Hongarije − Roemenië | 1 − 1   |
| 11 | Boekarest | 14 mei 1972       | EK 1972 kwalificatie | Roemenië − Hongarije | 2 − 2   |
| 12 | Belgrado  | 17 mei 1972       | EK 1972 kwalificatie | Hongarije − Roemenië | 2 − 1   |
| 13 | Boedapest | 13 mei 1981       | WK 1982 kwalificatie | Hongarije − Roemenië | 1 − 0   |
| 14 | Boekarest | 23 september 1981 | WK 1982 kwalificatie | Roemenië − Hongarije | 0 − 0   |
| 15 | Boedapest | 14 oktober 1998   | EK 2000 kwalificatie | Hongarije − Roemenië | 1 − 1   |
| 16 | Boekarest | 5 juni 1999       | EK 2000 kwalificatie | Roemenië - Hongarije | 2 − 0   |
| 17 | Boekarest | 2 juni 2001       | WK 2002 kwalificatie | Roemenië − Hongarije | 2 − 0   |
| 18 | Boedapest | 5 september 2001  | WK 2002 kwalificatie | Hongarije − Roemenië | 0 − 2   |
| 19 | Boedapest | 12 augustus 2009  | Vriendschappelijk    | Hongarije − Roemenië | 0 − 1   |
| 20 | Boedapest | 22 maart 2013     | WK 2014 kwalificatie | Hongarije − Roemenië | 2 − 2   |
| 21 | Boekarest | 6 september 2013  | WK 2014 kwalificatie | Roemenië − Hongarije | 3 − 0   |
| 22 | Boekarest | 11 oktober 2014   | EK 2016 kwalificatie | Roemenië − Hongarije | 1 − 1   |
| 23 | Boedapest | 4 september 2015  | EK 2016 kwalificatie | Hongarije − Roemenië | 0 − 0   |

## Samenvatting
| Competitie        | Totaal gespeeld | Winst Hongarije | Gelijk | Winst Roemenië | Doelsaldo Hongarije – Roemenië |
| ----------------- | --------------- | --------------- | ------ | -------------- | ------------------------------ |
| WK-kwalificatie   | 6               | 1               | 2      | 3              | 4 − 9                          |
| EK-kwalificatie   | 7               | 1               | 5      | 1              | 7 − 8                          |
| Vriendschappelijk | 10              | 8               | 1      | 1              | 35 − 8                         |
| Totaal            | 23              | 10              | 8      | 5              | 46 − 25                        |

## Details

### 22ste ontmoeting
| EK 2016 kwalificatie (scheidsrechter William Collum, Boekarest, Roemenië, 11 oktober 2014):                                                                                     |              | |
| Roemenië | 1 – 1        | Hongarije |
| Raul Rusescu 45' | goals        | 82' Balázs Dzsudzsák |
| Victor Pițurcă | bondscoach   | Pál Dárdai |
| Ciprian Tătărușanu Dorin Goian 5' Răzvan Raț Vlad Chiricheș Dragoș Grigore Lucian Sânmărtean 67' Alexandru Chipciu Ovidiu Hoban Mihai Pintilii Alexandru Maxim 84' Raul Rusescu | opstellingen | Gábor Király Roland Juhász Zsolt Korcsmár Tamás Kádár 77' Zoltán Gera Balázs Dzsudzsák József Varga Ákos Elek 46' Zoltán Stieber Ádám Szalai 63' Gergő Lovrencsics |
| Florin Gardoș 5' Cristian Tănase 67' Bogdan Stancu 84' | wissels      | 46' Nemanja Nikolić 63' Krisztián Simon 77' Dániel Tőzsér |
| Ovidiu Hoban 19' Florin Gardoș 31' Dragoș Grigore 80' Alexandru Chipciu 90' Răzvan Raț 90+2'                                                                                    | gele kaarten | 26' Zoltán Gera 51' József Varga 69' Roland Juhász 75' Ákos Elek 86' Gábor Király 90+1' Zsolt Korcsmár 90+2' Dániel Tőzsér                                         |

MLSZ · A-internationals · Selecties · Bondscoaches · Hongaars vrouwenelftal · Olympisch elftal · Hongarije U21 · Hongarije U20 · Hongarije U19 · Hongarije U18 · Hongarije U17 · Hongarije U16
1902 – 1919 · 
1920 – 1929 · 
1930 – 1939 · 
1940 – 1949 · 
1950 – 1959 · 
1960 – 1969 · 
1970 – 1979 · 
1980 – 1989 · 
1990 – 1999 · 
2000 – 2009 · 
2010 – 2019 ·
2020 − 2029
EK's:
1964 · 
1972 · 
2016 ·
2020 ·
2024
WK's:
1934 · 
1938 · 
1954 · 
1958 · 
1962 · 
1966 · 
1978 · 
1982 · 
1986
OS:
1912 · 
1924 · 
1936 · 
1952 · 
1960 · 
1964 · 
1968 · 
1972 · 
1996
1902 · 
1903 · 
1904 · 
1905 · 
1906 · 
1907 · 
1908 · 
1909 · 
1910 · 
1911 · 
1912 · 
1913 · 
1914 · 
1915 · 
1916 · 
1917 · 
1918 · 
1919 · 
1920 · 
1921 · 
1922 · 
1923 · 
1924 · 
1925 · 
1926 · 
1927 · 
1928 · 
1929 · 
1930 · 
1931 · 
1932 · 
1933 · 
1934 · 
1935 · 
1936 · 
1937 · 
1938 · 
1939 · 
1940 · 
1941 · 
1942 · 
1943 · 
1944 · 
1945 · 
1946 · 
1947 · 
1948 · 
1949 · 
1950 · 
1952 · 
1952 · 
1953 · 
1954 · 
1955 · 
1956 · 
1957 · 
1958 · 
1959 · 
1960 · 
1961 · 
1962 · 
1963 · 
1964 · 
1965 · 
1966 · 
1967 · 
1968 · 
1969 · 
1970 · 
1971 · 
1972 · 
1973 · 
1974 · 
1975 · 
1976 · 
1977 · 
1978 · 
1979 · 
1980 · 
1981 · 
1982 · 
1983 · 
1984 · 
1985 · 
1986 · 
1987 · 
1988 · 
1989 · 
1990 · 
1991 · 
1992 · 
1993 · 
1994 · 
1995 · 
1996 · 
1997 · 
1998 · 
1999 · 
2000 · 
2001 · 
2002 · 
2003 · 
2004 · 
2005 · 
2006 · 
2007 · 
2008 · 
2009 · 
2010 · 
2011 · 
2012 · 
2013 · 
2014 · 
2015 ·
2016 ·
2017 ·
2018 ·
2019 ·
2020 ·
2021 ·
2022 ·
2023 ·
2024
Albanië ·
Algerije ·
Andorra · 
Antigua en Barbuda ·
Argentinië ·
Armenië ·
Australië ·
Azerbeidzjan ·
België ·
Bohemen ·
Bolivia ·
Bosnië en Herzegovina ·
Brazilië ·
Bulgarije ·
Canada ·
Chili ·
China ·
Colombia ·
Costa Rica ·
Cyprus ·
Denemarken ·
DDR ·
Duitsland ·
Egypte ·
El Salvador ·
Engeland ·
Estland ·
Faeröer ·
Finland ·
Frankrijk ·
Georgië ·
Griekenland ·
Ierland ·
IJsland ·
India ·
Iran ·
Israël ·
Italië ·
Ivoorkust ·
Japan ·
Joegoslavië ·
Jordanië ·
Kazachstan · 
Koeweit ·
Kosovo · 
Kroatië ·
Letland ·
Libanon ·
Liechtenstein ·
Litouwen ·
Luxemburg ·
Malta ·
Mexico ·
Moldavië ·
Montenegro ·
Nederland ·
Nederlands-Indië ·
Nieuw-Zeeland ·
Noord-Ierland ·
Noord-Macedonië ·
Noorwegen ·
Oekraïne ·
Oostenrijk ·
Paraguay ·
Peru ·
Polen ·
Portugal ·
Qatar ·
Roemenië ·
Rusland ·
San Marino ·
Saoedi-Arabië ·
Schotland ·
Servië ·
Slovenië ·
Slowakije ·
Sovjet-Unie ·
Spanje ·
Tsjechië ·
Tsjecho-Slowakije ·
Turkije ·
Uruguay ·
Verenigde Arabische Emiraten ·
Verenigde Staten ·
Verenigd Koninkrijk ·
Wales ·
Wit-Rusland ·
Zuid-Korea ·
Zweden ·
Zwitserland
Brazilië (1954) · 
Duitsland (2021) ·
Frankrijk (2021) · 
IJsland (2016) · 
Italië (1938) · 
Oostenrijk (2016) · 
Portugal (2021) · 
West-Duitsland (1954, 2)
FRF · A-internationals · Selecties · Bondscoaches · Statistieken · Roemeens vrouwenelftal · Olympisch elftal · Roemenië U21 · Roemenië U20 · Roemenië U19 · Roemenië U18 · Roemenië U17 · Roemenië U16
1922 – 1929 · 
1930 – 1939 · 
1940 – 1949 · 
1950 – 1959 · 
1960 – 1969 · 
1970 – 1979 · 
1980 – 1989 · 
1990 – 1999 · 
2000 – 2009 · 
2010 – 2019 · 
2020 – 2029
EK's: 1984 · 
1996 · 
2000 · 
2008 · 
2016 · 
2024
WK's: 1930 · 
1934 · 
1938 · 
1970 · 
1990 · 
1994 · 
1998
OS: 1924 · 
1952 · 
1964 · 
2020
1922 · 
1923 · 
1924 · 
1925 · 
1926 · 
1927 · 
1928 · 
1929 · 
1930 · 
1931 · 
1932 · 
1933 · 
1934 · 
1935 · 
1936 · 
1937 · 
1938 · 
1939 · 
1940 · 
1941 · 
1942 · 
1943 · 
1944 · 
1945 · 
1946 · 
1947 · 
1948 · 
1949 · 
1950 · 
1952 · 
1952 · 
1953 · 
1954 · 
1955 · 
1956 · 
1957 · 
1958 · 
1959 · 
1960 · 
1961 · 
1962 · 
1963 · 
1964 · 
1965 · 
1966 · 
1967 · 
1968 · 
1969 · 
1970 · 
1971 · 
1972 · 
1973 · 
1974 · 
1975 · 
1976 · 
1977 · 
1978 · 
1979 · 
1980 · 
1981 · 
1982 · 
1983 · 
1984 · 
1985 · 
1986 · 
1987 · 
1988 · 
1989 · 
1990 · 
1991 · 
1992 · 
1993 · 
1994 · 
1995 · 
1996 · 
1997 · 
1998 · 
1999 · 
2000 · 
2001 · 
2002 · 
2003 · 
2004 · 
2005 · 
2006 · 
2007 · 
2008 · 
2009 · 
2010 · 
2011 · 
2012 · 
2013 · 
2014 · 
2015 ·
2016 ·
2017 ·
2018 ·
2019 ·
2020 ·
2021 ·
2022 ·
2023
Albanië ·
Algerije ·
Andorra ·
Argentinië ·
Armenië ·
Australië ·
Azerbeidzjan ·
België ·
Bolivia ·
Bosnië en Herzegovina ·
Brazilië ·
Bulgarije ·
Chili ·
China ·
Colombia ·
Congo-Kinshasa ·
Cuba ·
Cyprus ·
DDR ·
Denemarken ·
Duitsland ·
Ecuador ·
Egypte ·
Engeland ·
Estland ·
Faeröer ·
Finland ·
Frankrijk ·
Georgië ·
Griekenland ·
Honduras ·
Hongarije ·
Ierland ·
IJsland ·
Irak ·
Iran ·
Israël ·
Italië ·
Ivoorkust ·
Japan ·
Joegoslavië ·
Kameroen ·
Kazachstan · 
Kosovo · 
Kroatië ·
Letland ·
Liechtenstein ·
Litouwen ·
Luxemburg ·
Malta ·
Marokko ·
Mexico ·
Moldavië ·
Montenegro ·
Nederland ·
Nigeria ·
Noord-Ierland ·
Noord-Macedonië ·
Noorwegen ·
Oekraïne ·
Oostenrijk ·
Paraguay ·
Peru ·
Polen ·
Portugal ·
Rusland ·
San Marino ·
Schotland ·
Servië ·
Slovenië ·
Slowakije ·
Sovjet-Unie ·
Spanje ·
Trinidad en Tobago ·
Tsjechië ·
Tsjecho-Slowakije ·
Tunesië ·
Turkije ·
Turkmenistan ·
Uruguay ·
Verenigde Arabische Emiraten ·
Verenigde Staten ·
Wales ·
Wit-Rusland ·
Zuid-Korea ·
Zweden ·
Zwitserland
Albanië (2016) · 
Frankrijk (2008) · 
Frankrijk (2016) · 
Italië (2008) · 
Nederland (2008) · 
Zwitserland (2016)